# Александер Шюллер
Александер Шюллер (13 травня 1997 , Лейпциг, Саксонія ) — німецький бобслеїст, олімпійський чемпіон 2022 року, чемпіон світу та Європи.

## Олімпійські ігри
| Рік  | Місце проведення | Четвірки |
| ---- | ---------------- | -------- |
| 2022 | Пекін, Китай     | 1        |

## Виступи на чемпіонатах світу
| Рік  | Місце проведення      | Двійки | Четвірки |
| ---- | --------------------- | ------ | -------- |
| 2017 | Кенігсзе, Німеччина   | 23     | —        |
| 2020 | Альтенберг, Німеччина | —      | 1        |
| 2021 | Альтенберг, Німеччина | 1      | 1        |

## Виступи на чемпіонатах Європи
| Рік  | Місце проведення       | Четвірки |
| ---- | ---------------------- | -------- |
| 2019 | Кенігсзе, Німеччина    | 3        |
| 2020 | Вінтерберг, Німеччина  | 2        |
| 2021 | Вінтерберг, Німеччина  | 1        |
| 2022 | Санкт-Моріц, Швейцарія | 2        |